# Cleyhorst

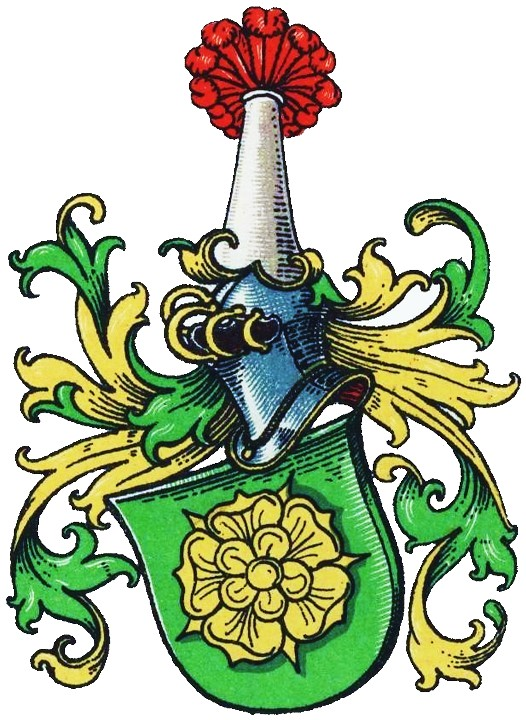
Wappen derer von Cleyhorst

Die Herren von Cleyhorst (auch: Kleyhorst) waren ein westfälisches Adelsgeschlecht.

## Geschichte
Das Geschlecht gehörte zu den Erbmännern, das heißt dem Münsteraner Stadtadel. Ihr namensgebendes Stammhaus lag in Servatii. Bereits 1330 besaßen sie Wilkinghege. Außerdem erwarben sie 1349 von den Herren von Schonebeck den Hof Schonebeck, den sie im 16. Jahrhundert mit ihrem entfernten Verwandten Heinrich I. von Droste zu Hülshoff tauschten. Nach dem Tode des Godeke von Handorf um 1380 gehörte ihnen der Hof Spielbrink in Handorf (Münster), welchen Christina von Cleyhorst an ihren Sohn Johann IV. Droste zu Hülshoff weiter vererbte.
1284 war ein Johann Cleyhorst Schöffe und 1309 ein Bernhard Cleyhorst Bürgermeister in Münster. Echert Cleyhorst war 1346 Richter und 1365 als Bürger von Münster unter den Landständen des Bistums Münster. Bernd Cleyhorst war 1387 Richter in Münster. Weitere Familienmitglieder in Münster sind aus dem 15. Jahrhundert überliefert.
Das Geschlecht erlosch um 1550.

## Wappen
Blasonierung: In Grün eine goldene Rose. Auf dem Helm eine silberne Säule, die oben mit roten Federn besteckt ist. Die Helmdecken sind grün-golden.